# Амат, Хайме (хоккеист на траве, 1941)
Хайме Амат Фонтанальс (исп. Jaime Amat Fontanals, кат. Jaume Amat i Fontanals, 1 сентября 1941, Тарраса, Испания — 18 февраля 2020) — испанский хоккеист (хоккей на траве), нападающий. Бронзовый призёр летних Олимпийских игр 1960 года. 

## Биография
Хайме Амат родился 1 сентября 1941 года в испанском городе Тарраса.
Играл в хоккей на траве за «Эгару» из Таррасы. В её составе дважды выигрывал Кубок Европы (1969—1970), пять раз — чемпионат Испании (1971—1975), восемь раз — Кубок Короля (1961, 1963, 1965, 1968—1969, 1971—1973). По другим данным, также выступал за «Поло» из Барселоны.
В 1960 году вошёл в состав сборной Испании по хоккею на траве на Олимпийских играх в Риме и завоевал бронзовую медаль. В матчах не участвовал.
В 1960 году был награждён Серебряной медалью за спортивные заслуги.
В 1964 году вошёл в состав сборной Испании по хоккею на траве на Олимпийских играх в Токио, занявшей 4-е место. Играл на позиции нападающего, провёл 9 матчей, забил 1 мяч в ворота сборной Канады.
В 1968 году отказался от участия в летних Олимпийских играх в Мехико по рабочим причинам.
В 1972 году вошёл в состав сборной Испании по хоккею на траве на Олимпийских играх в Мюнхене, занявшей 7-е место. Играл на позиции нападающего, провёл 5 матчей, забил 1 мяч в ворота сборной Бельгии.
В течение карьеры провёл за сборную Испании 50 матчей.
Руководил хоккейной секцией клуба «Эгара».
Умер 18 февраля 2020 года.

## Семья
Представитель хоккейной и олимпийской династии. Братья Хайме Амата Педро Амат (род. 1940),  Франсиско Амат (род. 1943) и Хуан Амат (род. 1946), сын Хайме Амат (род. 1970) и племянник Пол Амат (род. 1978) также играли за сборную Испании по хоккею на траве.
Педро Амат участвовал в летних Олимпийских играх 1960 (бронза), 1964 и 1968 годов, Франсиско Амат — 1964, 1968 и 1972 годов, Хуан Амат — 1968, 1972, 1976 и 1980 (серебро) годов.
Пол Амат участвовал в летних Олимпийских играх 1996 (серебро), 2000, 2004, 2008 (серебро) и 2012 годов, Хайме Амат-младший — 1992, 1996 (серебро) и 2000 годов.